# Carl Anjou
Carl Theodor Anjou, född 14 december 1823 i Husby-Lyhundra socken (enligt annan uppgift Skederids socken), Stockholms län, död 20 augusti 1883 i Göteborg, var en svensk psykiater.

## Biografi
Anjou blev student vid Uppsala universitet 1843, medicine kandidat 1850, medicine licentiat 1852, kirurgie magister 1853 och medicine doktor 1855. Han var amanuens och underläkare vid Stora barnhuset i Stockholm 1852–54, biträdande läkare vid Vadstena hospital 1854–72, stadsläkare i Vadstena 1854–72, läkare vid Vadstena kurhus 1854–70, intendent vid Medevi brunn i Östergötlands län 1869–73, och överläkare vid Göteborgs hospital på Hisingen från invigningen 1872 (han efterträddes av Kristian Wickström). Han invaldes som ledamot Vetenskaps- och Vitterhetssamhället i Göteborg 1875.